# Julius Dorpmüller
Julius Heinrich Dorpmueller (24 de julho de 1869 - 5 de julho de 1945) foi Gerente-geral da Deutsche Reichsbahn-Gesellschaft de 1926 a 1945, um político nazista e Ministro dos Transportes do Reich de 1937 a 1945.

## Biografia
Dorpmueller era filho de um engenheiro ferroviário e estudou construção ferroviária e rodoviária de 1889 a 1893. Depois de se formar em 1898, Dorpmueller atuou na administração ferroviária estatal da Prússia. Em 1907, deixou o cargo de executivo do escritório técnico e passou ao serviço da ferrovia Schantung, em Qingdao. Em 1908, foi nomeado engenheiro-chefe da seção alemã da nova ferrovia do estado imperial chinês Tianjin-Pukou. Devido à declaração de guerra da China contra o Reich Alemão, regressou como refugiado em 1918, passando pela Manchúria, Sibéria e Rússia até à Alemanha. No serviço ferroviário leve, atuou na gestão das ferrovias Transcaucasianas RSFS.  Em 1919 tornou-se chefe de departamento da Deutsche Reichseisenbahnen no distrito de Stettin. De 1922 a 30 de setembro de 1924, foi presidente da Deutsche Reichseisenbahnen no distrito de Opole, e de 1 de outubro de 1924 a 1925, foi presidente no distrito do Ruhr; devido à sua ampla experiência em ferrovias leves, Dorpmueller foi consultado como parte do Plano Dawes 
Depois de 1925, o conselho de administração da Ferrovia do Reich Alemão (Deutsche Reichsbahn Gesellschaft) criou um cargo intitulado Representante Permanente do Gerente-geral (Chefe da Ferrovia), pois o gerente-geral Rudolf Oeser estava gravemente doente; Dorpmueller foi nomeado para este cargo em 3 de julho de 1925. Em dezembro de 1925, a RWTH Aachen, em reconhecimento aos seus serviços prestados às ferrovias, concedeu-lhe o doutorado em engenharia. Em 3 de junho de 1926, dia da morte de Rudolf Oeser, ele foi escolhido pelo conselho de administração para se tornar o gerente-geral da ferrovia alemã. Devido a considerações políticas, só foi confirmado em 18 de outubro de 1926 pelo Presidente da Alemanha.

### Carreira nazista
Após a tomada do poder pelos nazistas, Dorpmüller substituiu quase todos os trabalhadores "não-arianos" por nazistas. Dorpmüller tornou-se Ministro dos Transportes do Reich em 2 de fevereiro de 1937, após a renúncia de seu antecessor Paul Freiherr von Eltz-Rübenach. Em abril de 1938, quando um trem de Berlim parou em Passau, Dorpmüller foi cerimonialmente recebido e escoltado até o Danúbio, onde continuou sua viagem para Linz e Viena a bordo do austríaco Wotan.  Em 11 de julho de 1939, a "lei relativa à Deutsche Reichsbahn" (ferrovia alemã do Reich) foi emitida e Dorpmüller foi confirmado como ministro dos transportes e também gerente geral da Deutsche Reichsbahn.
De acordo com Albert Speer, Dorpmüller confessou que “o Reichsbahn tem tão poucos carros e locomotivas disponíveis para a área alemã que não pode mais assumir a responsabilidade de atender às necessidades de transporte mais urgentes”. Speer então convenceu Hitler a nomear Albert Ganzenmüller como secretário de Estado no lugar do vice de longa data de Dorpmüller, Wilhelm Kleinmann.  Embora tenha entrado no gabinete sem filiação partidária, Dorpmüller recebeu o Crachá Dourado do Partido Nazi em 7 de dezembro de 1940 e ingressou no Partido Nazista em 1 de fevereiro de 1941 (número de membro 7.883.826).  Dorpmüller permaneceu no cargo sob o breve gabinete de Goebbels e com a formação do governo de Flensburg em 5 de maio de 1945, foi nomeado Ministro dos Transportes, Comunicações e Correios. 

### Pós-guerra
Após o fim da guerra, os britânicos pediram então a Dorpmueller que assumisse a reconstrução das ferrovias alemãs: Dorpmueller e seu representante Albert Ganzenmüller foram trazidos por via aérea, pelos Estados Unidos, para Chesnay, em Paris, a fim de se reunirem para negociações sobre o reorganização do transporte alemão. O general americano Carl R. Gray Jr. recomendou expressamente Dorpmueller ao general Dwight D Eisenhower para "reintegração ao seu antigo cargo", porque ele - como também "nosso serviço secreto confirma" - não era um "simpatizante nem ativista nazista". Com dificuldade, por sofrer de câncer, Dorpmueller retornou em 13 de junho de 1945 a Malente e de lá deu conselhos sobre a reconstrução. Em 23 de junho de 1945, ele foi operado novamente porém sua saúde deteriorou-se rapidamente. Apesar disso, conduziu as discussões oficiais, com plena coerência, até dois dias antes de sua morte.
Dorpmueller morreu em 5 de julho de 1945 e foi sepultado em Malente.

## Após sua morte
De acordo com uma carta de outubro de 1949 do comitê principal de desnazificação de Lübeck para Maria Dorpmueller, irmã de Julius, ele teria obtido "alívio" na classificação da categoria V. Nas listas de honras da publicação do aniversário de 1995 da Universidade de Aachen, ele foi listado como doutor honorário (1925) e senador honorário (1939), sem maiores detalhes. No museu dos transportes de Nuremberg e no "Dorpmueller Hall" da estação principal de Hanôver houve bustos de Dorpmueller, até 1985, quando foram retirados durante os preparativos para a celebração do sesquicentenário da introdução das ferrovias na Alemanha. Na sede da ferrovia de Essen existia uma "sala Dorpmueller", que foi renomeada em 1985; o busto ali também desapareceu. As estradas nas cidades de Wuppertal, Minden e Hameln foram originalmente nomeadas em homenagem a Dorpmuller e também foram renomeadas.
Em setembro de 1994, alguém de Ratingen queixou-se às ferrovias alemãs sobre o túmulo "mal conservado" de Dorpmüller. Em uma carta deles em resposta em janeiro de 1995, eles disseram que o antigo BD Hamburgo manteve o túmulo até o final de 1991, uma decisão do antigo comitê executivo das Ferrovias Federais Alemãs significava que não havia mais provisão para manutenção depois disso. Em meados de 1995, alguém de Hamburgo arrumou o túmulo e assumiu os cuidados às suas próprias custas. 

## Honrarias
- Ordem da Águia Vermelha de 1913, 4ª classe[15]
- 1925 Doutor Honorário em Engenharia, Universidade de Aachen[16]
- Medalha de Ouro de 1934 da Academia Prussiana de Construção[17]
- Medalha Comemorativa Grashof de 1936 da Associação de Engenheiros Alemães[18]
- 1936 Membro da Câmara do Trabalho do Reich[19]
- 1936 Membro da Academia de Direito Alemão[20]
- 1936 Grã-Cruz Real Ordem Sueca da Estrela Polar[21]
- 1937 Membro do Conselho de Estado da Prússia[22]
- 12 de novembro de 1938 Medalha Karmarsch (comunidade da Universidade Leibniz de Hannover)[23]
- 24 de julho de 1939 Escudo Águia do Reich Alemão[24]
- 1939 Senador Honorário da Universidade Técnica de Aachen[25]
- 7 de dezembro de 1940, Crachá Dourado do Partido Nazi[26]
- Cruz de Cavaleiro da Cruz de Mérito de Guerra (duas vezes: uma com Espadas - 24 de julho de 1944; e outra sem Espadas - 18 de setembro de 1943)[27]